# The Sea and Cake
The Sea and Cake est un groupe de rock indépendant américain, originaire de Chicago, dans l'Illinois.

## Biographie
Le groupe est formé au milieu des années 1990 des membres de The Coctails (Archer Prewitt), Shrimp Boat (Sam Prekop et Eric Claridge), et Tortoise (John McEntire) ; le nom du groupe est une réinterprétation (résultat d'une incompréhension accidentelle) de The C in Cake, un morceau de Gastr del Sol. Ayant commencé avec la sortie de The Fawn en 1997, le groupe se consacre aux éléments de la musique électronique, comme la boite à rythmes et le synthétiseur. En 1995, le groupe contribue au morceau The Fontana sur l'album Red Hot + Bothered produit par la Red Hot Organization.
Sam Prekop, Archer Prewitt, et John McEntire ont publié des albums en solo. Les couvertures d'albums de The Sea and Cake sont issues de peintures d'Eric Claridge et de photographies de Prekop. Prewitt s'est impliqué en dessinant ses propres comic books.
Le groupe entre en pause entre 2004 et 2007, revenant ensuite avec Everybody. Leur huitième album, Car Alarm, est publié en octobre 2008. En octobre 2010, le groupe sort le single spécial Skies pour accompagner leur tournée avec Broken Social Scene. Leur dernier album, Runner est publié en 2012.

## Membres
- Sam Prekop - chant, guitare
- Archer Prewitt - guitare, piano, chant
- John McEntire - percussions
- Eric Claridge - guitare basse, synthétiseur

## Discographie

### Albums studio
- 1994 : The Sea and Cake
- 1995 : Nassau
- 1995 : The Biz
- 1997 : The Fawn
- 2000 : Oui
- 2003 : One Bedroom
- 2007 : Everybody
- 2008 : Car Alarm
- 2011 : The Moonlight Butterfly
- 2012 : Runner
- 2018 : Any Day

### EP
- 1997 : Two Gentlemen
- 2003 : Glass

### Singles
- 1995 : Glad You're Right / Tiger Panther / Crimson Wing
- 1999 : Window Lights / Setup For Bed

### Compilation
- 1997 : A Brief Historical Retrospective